# Appio-Latino

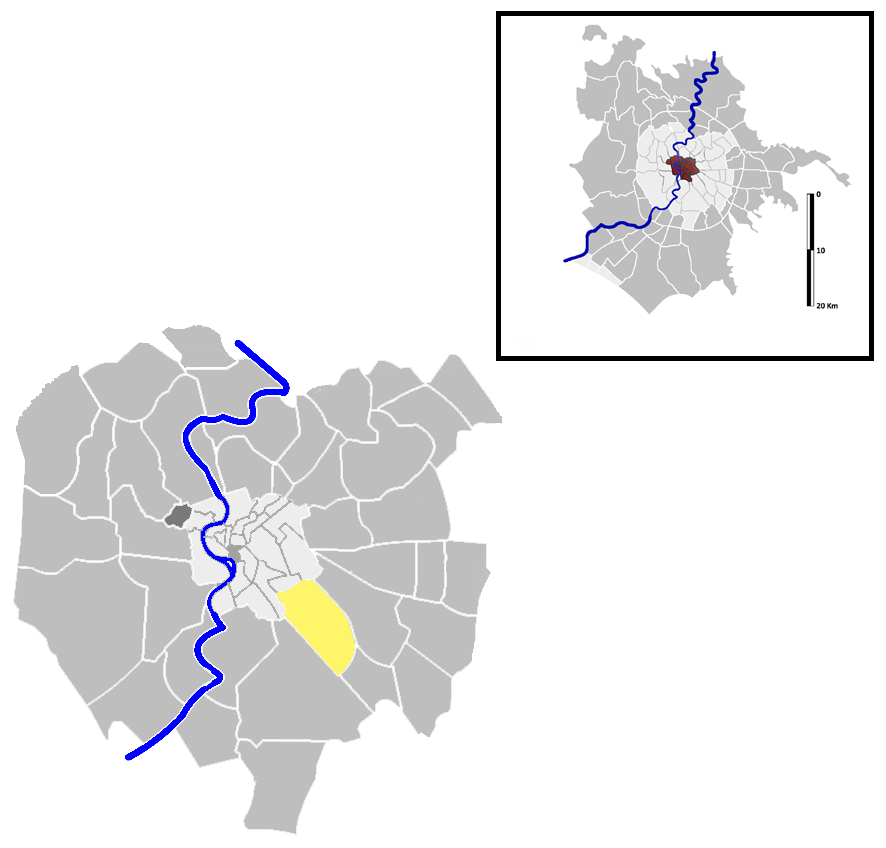
Appio-Latino Q.IX

Appio-Latino ist das neunte Stadtviertel von Rom (IX. Quartieri; Abkürzung Q.IX).
Das am 24. Mai 1926 eingerichtete Stadtviertel (Quartieri) Appio-Latino ist eines der 35 Quartieri der Stadt Rom. Es hat (Stand: 2016) 59.325 Einwohner auf einer Fläche von 5,89 km² und liegt südöstlich der Altstadt und der Aurelianischen Mauer sowie zwischen der Via Appia und der Via Appia Nuova, quer durchkreuzt von der historischen Via Latina. Es entstand aus zwei Arbeitersiedlungen: Borghetto Latino und L'Alberone.
Die nachbarschaftlichen Grenzen sind
- im Norden mit dem Bezirk A. Monti (Rione dei Monti)
- im Osten an den Bezirk Q. VIII Tuscolano
- im Südosten mit dem Bezirk Q. XXVI Appio-Pignatelli
- im Südwesten mit dem Bezirk Q. XX Ardeatino und der Bezirk R. XIX Celio (Rione del Celio).

## Sehenswürdigkeiten
- Santa Maria in Palmis

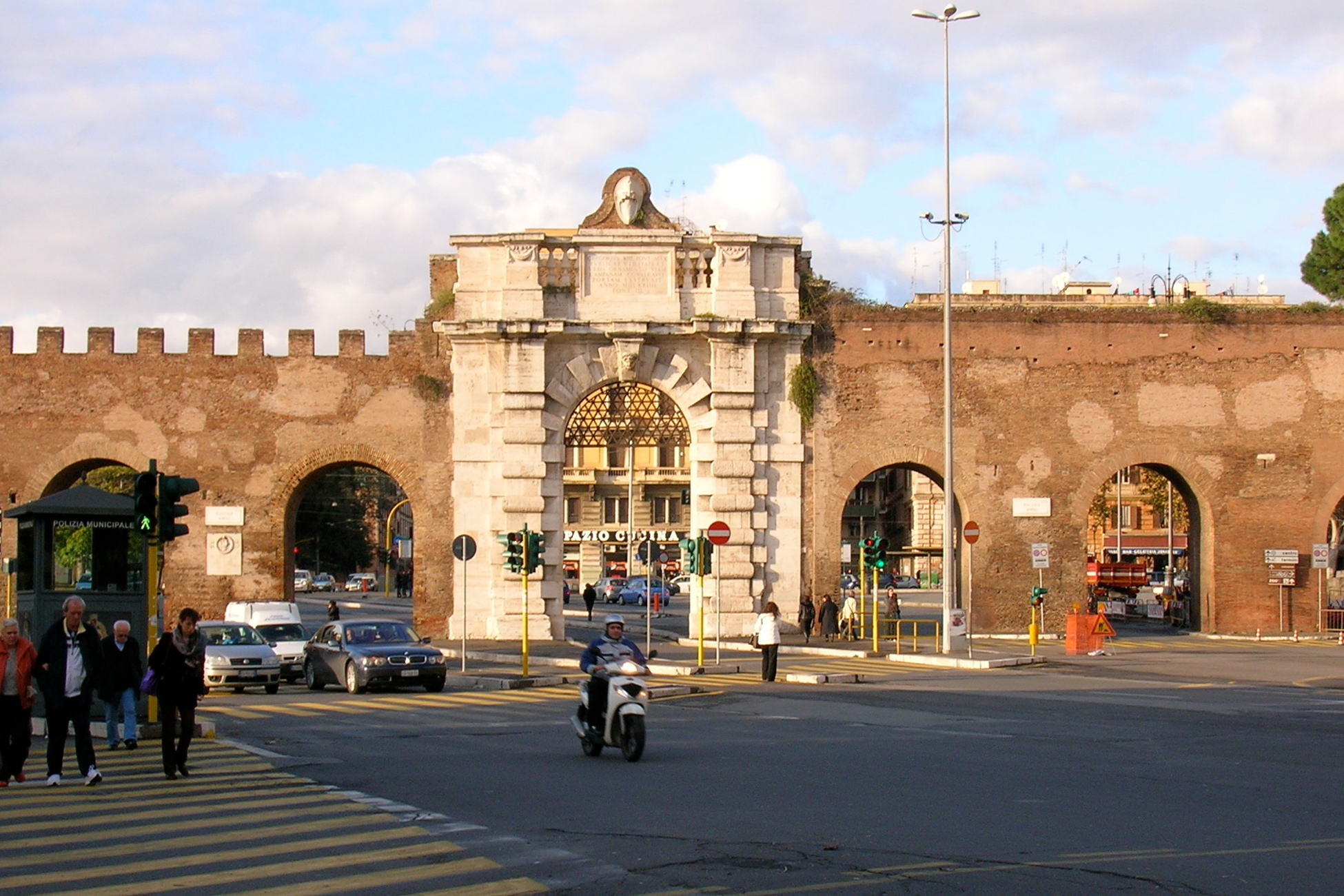
Porta San Giovanni, ein Tor in der Aurelianischen Mauer

- Sant’Antonio di Padova a Circonvallazione Appia
- Maxentiusvilla
- Grabmal der Caecilia Metella